# Abdul Aziz Al-Marzoug
Abdul Aziz Al-Marzoug (16 de julho de 1975) é um ex-futebolista profissional saudita que atuava como defensor

## Carreira
Abdul Aziz Al-Marzoug fez parte do elenco da Seleção Saudita de Futebol nas Olimpíadas de 1996.